# 朱莉·肯特
朱莉·肯特（英語：Julie Kent，1965年4月19日—），澳大利亚女子跳水运动员。她曾代表澳大利亚参加1982年和1986年英联邦运动会跳水比赛，获得一枚铜牌。她也曾参加1984年和1988年夏季奥运会。